# Лютерн
Лютерн (нім. Luthern) — громада  в Швейцарії в кантоні Люцерн, виборчий округ Віллізау.

## Географія
Громада розташована на відстані близько 38 км на схід від Берна, 30 км на захід від Люцерна.
Лютерн має площу 37,8 км², з яких на 3,9% дозволяється будівництво (житлове та будівництво доріг), 48,3% використовуються в сільськогосподарських цілях, 46,6% зайнято лісами, 1,3% не є продуктивними (річки, льодовики або гори).

## Демографія
2019 року в громаді мешкало 1238 осіб (-9,2% порівняно з 2010 роком), іноземців було 4,7%. Густота населення становила 33 осіб/км².
За віковим діапазоном населення розподілялося таким чином: 23% — особи молодші 20 років, 58,6% — особи у віці 20—64 років, 18,3% — особи у віці 65 років та старші. Було 463 помешкань (у середньому 2,6 особи в помешканні).
Із загальної кількості 721 працюючого 306 було зайнятих в первинному секторі, 171 — в обробній промисловості, 244 — в галузі послуг.